# Arcadie Sarcadi
Arcadie Sarcadi (Aiud, 15 gennaio 1925 – 2002) è stato un pallanuotista rumeno.
Ha fatto parte della Romania che ha partecipato al torneo di pallanuoto ai Giochi di Helsinki 1952.